# 欧鲁菲努
欧鲁菲努是巴西米纳斯吉拉斯州的一个市镇。总面积533.795平方公里，总人口32365人，人口密度60.6人/平方公里。